# Francis Wilson (Volkswirt)
Francis Wilson (* 1939 in Livingstone, Nordrhodesien; † 24. April 2022) war ein südafrikanischer Volkswirt, der über 40 Jahre lang an der Universität Kapstadt lehrte.

## Leben
Wilson studierte an der Universität Kapstadt das Fach Physik und ging danach zum Studium der Volkswirtschaft an die University of Cambridge in England. Neben seiner langen Lehrtätigkeit in Kapstadt verbrachte er Studienaufenthalte in Lyon (als Arbeiter in einer Lastwagenfabrik), am Balliol College in Cambridge, in Neu-Delhi, an der Harvard University in den USA, nochmals in Cambridge am All Souls College sowie an der Princeton University in New Jersey, USA.
1975 gründete Wilson an der Universität Kapstadt die Southern Africa Labour and Development Research Unit (SALDRU), die er bis zum Jahre 2000 leitete. Eine seiner Mitarbeiterinnen war Mamphela Ramphele. Mit Ramphele schrieb er zwei Bücher. Sie beruhten auf Daten, die bei der von ihm geleiteten Zweiten Carnegie-Studie über Armut und Entwicklung in Südafrika in den 1980er Jahren ermittelt wurden.
Im Jahre 2000 gründete Wilson in Kapstadt Data First, eine Grundlagenquelle für Informationsforschung und Wissenschaftliche Ausbildung am Centre for Social Science Research. Er war Ratsvorsitzender der Universität Fort Hare in Alice, Provinz Ostkap und Vorsitzender des National Water Advisory Council.
Nach seiner Emeritierung widmete er sich dem Schreiben und richtete sein Augenmerk auf die Frage, wie im neuen Südafrika Beschäftigung entwickelt werden kann, ohne die Umwelt zu schädigen.

## Auszeichnungen und Preise
- 1990: mit Mamphela Ramphele: Noma-Preis für afrikanische Literatur für Uprooting Poverty: The South African Challenge

## Veröffentlichungen
- Labour in the South African Gold Mines 1911 – 1969. Cambridge University Press, Cambridge 1969, ISBN 0-521-08303-6.
- South Africa: The Cordoned Heart. Gallery Press, Kapstadt 1986, ISBN 0-620-09125-8.
- mit Mamphela Ramphele: Children on the Frontline. SALDRU, Kapstadt 1987.
- mit Mamphela Ramphele: Uprooting Poverty: The South African Challenge. SALDRU, Kapstadt 1989.
- als Herausgeber, mit anderen: Poverty Reduction. What Role for the State in Todays Globalized Economy. Zed Books, London 2001, ISBN 1-85649-953-7.
- Dinosaurs, Diamonds and Democracy. A Short, Short history of South Africa. Umuzi-Random House-Struik, Kapstadt 2010, ISBN 978-1-4152-0140-4.